# The Artist in the Ambulance
The Artist in the Ambulance è il terzo album in studio del gruppo musicale rock statunitense Thrice, pubblicato nel 2003.

## Tracce
1. Cold Cash and Colder Hearts – 2:52
2. Under a Killing Moon – 2:41
3. All That's Left – 3:20
4. Silhouette – 3:06
5. Stare at the Sun – 3:23
6. Paper Tigers – 3:59
7. Hoods on Peregrine – 3:31
8. The Melting Point of Wax – 3:29
9. Blood Clots and Black Holes – 2:49
10. The Artist in the Ambulance – 3:39
11. The Abolition of Man – 2:46
12. Don't Tell and We Won't Ask – 3:59

## Formazione
- Dustin Kensrue - voce, chitarra
- Teppei Teranishi - chitarra, cori, tastiere
- Eddie Breckenridge - basso, cori
- Riley Breckenridge - batteria, percussioni

## Classifiche
| Classifica (2003)           | Posizione raggiunta |
| --------------------------- | ------------------- |
| Billboard 200 (Stati Uniti) | 16                  |